# Pirateria cinematografica
Per pirateria cinematografica si intende il fenomeno di diffusione di copie di un film in violazione del diritto d'autore. Generalmente quest'operazione viene compiuta attraverso software di file sharing e reti peer-to-peer, mentre i contenuti vengono spesso filmati direttamente nelle sale cinematografiche mediante una procedura definita camcording.

## Incidenza e danno economico in Italia
Secondo una ricerca effettuata dall'istituto statistico Ipsos per conto della Federazione per la Tutela dei Contenuti Audiovisivi e Multimediali (FAPAV), l'incidenza della pirateria cinematografica in Italia si attesta nel 2018 al 38%, mentre i mancati incassi per l'industria audiovisiva ammontano a 600 milioni di Euro, e il fatturato perso globalmente dai vari settori economici a causa della pirateria ammonta a 1,08 miliardi di Euro.
Nel 2023 le perdite a causa della pirateria aumentano a 2 miliardi di euro, con una riduzione di 11 mila posti di lavoro.

## Riferimenti normativi
Nel 1994 viene introdotto l'articolo 171-ter alla legge sul diritto d'autore, che punisce la diffusione illegale a scopo di lucro di opere cinematografiche, con la reclusione da sei mesi a tre anni e con la multa da 5 a 30 milioni di lire (circa da 2.582 a 15.494 euro).
Per combattere il fenomeno del camcording, nel 2006 viene introdotto l'articolo 85-bis al testo unico delle leggi sulla pubblica sicurezza, che vieta l'utilizzo abusivo nei luoghi di pubblico spettacolo di dispositivi che consentono la registrazione di opere d'ingegno che sono lì diffuse.